# GOLDEN PASS
『GOLDEN PASS』（ゴールデンパス）は、2019年4月7日から2020年3月29日までJ-WAVEで放送されていたラジオ番組。

## 概要
これからの日本と世界を牽引していく若者たちの応援をコンセプトにした番組で、毎週日曜 23:00 - 23:54（日本標準時）に放送。ナビゲーターは藤田琢己が務めていた。
番組は、海外で活動している日本出身の人物をゲストに招いてのトークを実施。番組後半では、J-WAVE主催の『J-WAVE WACODES』に参加している学生たちもスタジオに招き、その回のゲストから海外で活動するにあたってのアドバイスをしてもらっていた。番組ハッシュタグは「#goldenpass」。